# Полет 053 на „ADC Еърлайнс“
Полет 053 на „ADC Еърлайнс“ е редовен вътрешен пътнически полет от международното летище „Маргарет Екпо“, Калабар, до международното летище „Садик Абубакар III“, Сокото, с междинни кацания в Лагос и Абуджа, Нигерия, управляван от „ADC Еърлайнс“. На 29 октомври 2006 г. самолетът „Боинг 737-2B7“, който изпълнява полета, се разбива върху царевично поле малко след излитане от международното летище „Ннамди Азикиве“, Абуджа и убива 96 от 105 души на борда. Предната и средната част на машината са напълно унищожени от удара и пожара след катастрофата, докато участък от задната част остава непокътнат; в него се спасяват стюардеса и 8 пътници.
Разследването на катастрофата, проведено от Нигерийското бюро за разследване на произшествия, посочва решението на пилота да излети при неподходящо време, като основна причина за катастрофата, тъй като наличието на срязване на вятъра по това време представлява сериозен риск за способността на самолета да лети. По-нататъшно разследване разкрива неадекватни пропуски на компанията по отношение на обучението за възстановяване на планираната траектория на полета след срязване на вятър и липса на екипна работа сред пилотите на полет 053. Отбелязано е, че радарът на летището е изключен по време на инцидента. Това предизвиква объркване и трудности при намирането на разбития самолет, което е и причината за по-малко намерени оцелели след падането на машината.
При катастрофата загиват няколко видни фигури в Нигерия, като султанът на Сокото, Мухамаду Макидо и духовен водач на 70-те милиона мюсюлмани в Нигерия, и неговият син, сенатор Бадамаси Макидо. Инцидентът подчертава нивото на авиационна безопасност на Нигерия, защото това е третото голямо авиационно бедствие за по-малко от година, след полет 210 на „Белвю Еърлайнс“ и полет 1145 на „Сосолисо Еърлайнс“ през 2005 г., с общ брой на загиналите от 321 души. Катастрофата довежда до създаването на независим авиационен регулаторен орган към Нигерийската администрация за гражданска авиация. Оттогава авиационната безопасност на нацията значително се подобрява и няма повече големи авиационни инциденти до катастрофата при полет 0992 на „Дана Еър“ през 2012 г.